# Kościół Wniebowzięcia Najświętszej Maryi Panny w Nowej Wsi Spiskiej
Kościół pw. Wniebowzięcia Najświętszej Maryi Panny w Nowej Wsi Spiskiej – kościół w Nowej Wsi Spiskiej zbudowany w II połowie XIV w., następnie kilkakrotnie odbudowywany i przebudowywany. Ostatnia przebudowa miała miejsce pod koniec XIX w., w wyniku której zostało dodane strzeliste, neogotyckie zwieńczenie wieży, z galeryjką i pinaklami. Godną uwagi jest rzeźbiarska ozdoba tympanonu, przedstawiająca koronację Najświętszej Marii Panny. W architekturze wnętrza dominuje neogotyk, w szczególności zwraca uwagę gotyckie sklepienie gwiaździste.
Wieża kościoła, na rzucie kwadratu (najwyższa na Słowacji – 87 m), została przebudowana w latach 1892–1893 według planów węgierskiego architekta, profesora Imre Steindla. Na jej czterech ścianach znajduje się aż siedem tarcz godzinowych, napędzanych jednym, wspólnym mechanizmem zegarowym. Nad galerią, obiegającą w górnej części wieżę, umieszczone są w narożnikach drewniane posągi czterech ewangelistów, o wysokości 3,25 m i masie 800 kg każdy.
Na wieży znajduje się pięć dzwonów. Najstarszy (zwany Śmiertelnym), o średnicy 92 cm, pochodzi z 1486; został wykonany przez nowowiejskiego ludwisarza Johanna Wagnera. Dwa największe dzwony: Urban o średnicy 2,06 m i wadze 5320 kg (pierwotnie z roku 1647, przelany w 1857 r.) oraz Concordia o średnicy 1,64 m i wadze 2576 kg (z 1857 r.) wykonał ludwisarz Andreas Schaudt z Budapesztu. Należy zaznaczyć, że Urban jest największym dzwonem dzwoniącym aktualnie na Słowacji. Najmłodsze dzwony: Piotr o średnicy 1,43 m oraz Median o średnicy 1,18 m pochodzą z 1930 r., a wykonała je ludwisarnia Fischera z Trnawy.

## Najważniejsze zabytki kościoła
- rzeźbiona kalwaria z pracowni mistrza Pawła z Lewoczy;
- relikwiarz w kształcie krzyża z I. połowy XIV w. (autor: Nicolao Gallico ze Sieny);
- pacyfikały z XV w.;
- złocona monstrancja z XVI w. przypisywana koszyckiemu złotnikowi Antoniemu;
- kielich z pozłacanego srebra z 1795 r., przypisywany Johannowi Kolbenhayerowi z Lewoczy;
- chrzcielnica z XVI w. wykonana z brązu; jej najstarszą, centralną część („nogę”) przypisuje się Mistrzowi Konradowi, założycielowi pierwszego warsztatu ludwisarskiego na Spiszu, działającego właśnie w Spiskiej Nowej Wsi;
- malowidła tablicowe Maria Panna i Chrystus cierpiący datowane na 1490 r.